# Panachraesta
Panachraesta is een geslacht van spinnen uit de familie springspinnen (Salticidae).

## Soorten
De volgende soorten zijn bij het geslacht ingedeeld:
- Panachraesta paludosa Simon, 1900